# Imputrescibilité
 (juillet 2010).
Si vous disposez d'ouvrages ou d'articles de référence ou si vous connaissez des sites web de qualité traitant du thème abordé ici, merci de compléter l'article en donnant les références utiles à sa vérifiabilité et en les liant à la section « Notes et références ».
L'imputrescibilité est la capacité de certains matériaux ou composés de ne pas se putréfier. Certaines substances sont imputrescibles par nature, d'autres le deviennent par l'ajout d'un produit tiers.
Ajouts mis à part, les produits organiques sont généralement moins imputrescibles que les minéraux, mais certains, relativement courants, tels que la paraffine et de nombreux plastiques, le sont autant.
D'autre part, la présence d'eau ou d'humidité peut être un déclencheur de l'apparition de pourriture. Le facteur eau est essentiel. Pour cette raison, on utilise parfois des produits toxiques pour empêcher la putréfaction de produits devant rester quelque temps en solution aqueuse. Rendre imputrescible certains matériaux, du moins un temps (comme l'acrylique, la tempera ou la colle blanche) est un enjeu très important.
Certains produits imputrescibles, par nature ou non, peuvent posséder des propriétés toxiques pour des êtres vivants organisés et pas seulement pour les micro-organismes. D'autres n'ont en eux aucun élément nourricier pour ces derniers et ne nécessitent aucun élément toxique pour être imputrescibles. Le verre n'est pas attaqué par les bactéries parce qu'il ne contient pas de nourriture.

## Exemples
- Le teck, le cèdre, l'aulne (dans l'eau), le robinier faux-acacia et l'if sont des bois imputrescibles[1]
- Le miel peut en théorie être stocké pour être consommé indéfiniment, bien qu'il perde ses vertus thérapeutiques en quelques années.[réf. nécessaire]